# Sense Field
Sense Field war eine US-amerikanische Alternative-Rock- und Emo-Band aus Los Angeles, Kalifornien, die 1990 gegründet wurde und sich 2004 auflöste.

## Geschichte
Die Band entstand aus den Zerfallsresten verschiedener Gruppen, wurde im Jahr 1990 gegründet und bestand aus dem Sänger Jonathan Bunch, den Gitarristen Chris Evenson und Rodney Sellars, dem Bassisten John Stockberger und dem Schlagzeuger Scott McPherson. Bunch und Evenson kannten sich bereits aus der Schule. Gemeinsam mit Sellars waren sie bereits zuvor in der Gruppe Reason to Believe aktiv gewesen. Diese Band war durch das Hinzukommen von Stockberger und McPherson erweitert worden, was zur Gründung von Sense Field geführt hatte. Im folgenden Jahr erschien eine selbstbetitelte EP bei dem bandeigenen Label Run H2O Records. Durch die EP und die permanente Live-Aktivität der Gruppe wurde Revelation Records auf sie aufmerksam. Hierüber wurde zunächst die 1993er EP Premonitions vertrieben, ehe im Folgejahr bei dem Label das Debütalbum Killed for Less erschien. Nach den ersten nationalen und internationalen Tourneen schloss sich 1996 mit Building das zweite Album an. Danach ging es zusammen mit Mighty Mighty Bosstones auf Tournee. 1999 verließ der Schlagzeuger McPherson die Besetzung, woraufhin Rob Pfeiffer als Ersatz dazustieß. Bis zum Ende der 1990er Jahre erschienen weitere EPs, Singles und Split-Veröffentlichungen. 1999 erschien außerdem ein selbstbetiteltes Album. Im Sommer 2001 schloss sich bei Nettwerk America das vierte Album Tonight and Forever an. Der lange Veröffentlichungszeitraum zwischen diesem und dem vorherigen Album lässt sich durch die Zusammenarbeit mit Warner Bros. Records erklären. Das Label hatte zunächst Building wiederveröffentlicht, was zu einer Vertragsunterzeichnung von Sense Field hinsichtlich der Veröffentlichung von weiteren Alben geführt hatte. Das Label hatte sich dann jedoch nicht mehr um die Veröffentlichung eines Albums gekümmert. Die Band hatte dann nach einem neuen Label gesucht, während sie am geschriebenen Songmaterial weiter gearbeitet und im Anschluss neu im Tonstudio von Chris Evenson aufgenommen hatte. Um das Album zu bewerben, ging Sense Field im folgenden Sommer auf Tournee. Während dieser Zeit geriet Sellars’ Tochter in einen Autounfall, wodurch sie schwer verletzt wurde und im Koma lag, was Sellars vorerst von der Band pausieren ließ. Die verbliebenen Mitglieder fuhren mit der Band fort und schrieben an einem fünften Album, das im Juli 2003 unter dem Namen Living Outside erschien. Als Single wurde Save Yourself ausgekoppelt. Das Lied ist auch Teil des Soundtracks zur Fernsehserie Roswell. Das Album war von Brad Wood produziert worden. Nachdem die Tourneen, auf denen das Album live vorgestellt wurde, beendet waren, löste sich die Gruppe im Januar 2004 auf. Acht Jahre nach der Auflösung fanden die Mitglieder kurzzeitig wieder zusammen, um Konzerte zur Feier des 25-jährigen Bestehens von Revelation Records abzuhalten. Am 1. Februar 2016 beging Jonathan Bunch in Irvine, Kalifornien, im Alter von 45 Jahren Suizid. In ihrer Karriere war die Band auch zusammen mit Texas Is the Reason aufgetreten und mit Jimmy Eat World und Mineral auf eine nationale Tournee gegangen.

## Stil
Christian Graf ordnete die Band in seinem Nu Metal und Crossover Lexikon dem Emocore und Alternative Rock zu. Bunch und Evenson würden eine gemeinsame Vorliebe für Dischord teilen. Killed for Less werde als Melodic Hardcore bezeichnet.Tonight and Forever biete eine vielseitige Mischung aus Alternative Pop, New Rock und ein paar Emocore-Elementen. Zach Curd von Allmusic ordnete Killed for Less dem Emocore zu, wobei es der Gruppe gelinge, Musik zu erschaffen, die eine emotionale und verständliche Nachricht enthalte. Dabei verstehe sie es, mit der Dynamik zu spielen. Laut Uwe „Buffo“ Schnädelbach vom Rock Hard spielt die Band auf Building Alternative Rock, der durch Punk und etwas Popmusik angereichert worden sei. Die Musik könne man zwischen Hüsker Dü und For Love Not Lisa einordnen. Die 13 Songs seien recht abwechslungsreich, jedoch kämen diese auf eine sehr kurze Gesamtspielzeit von nur rund 35 Minuten. Joachim Hiller vom Ox-Fanzine schrieb in seiner Rezension zu Tonight and Forever, dass das Album von den Songstrukturen her direkt an Building anschließt. Die Musik sei nun ruhiger und die Hardcore-Punk-Einflüsse seien noch weiter reduziert worden, stattdessen gebe es größtenteils „hymnische, melancholische Pop-Songs“. Zudem beschrieb er die Musik als Pop-Rock, der „manchmal schon beinahe peinlich kitschig und sweet“ sei, was aber wieder durch „Jonathan Bunchs prägnantem Gesang und zwei gerne auch mal druckvolleren Gitarren gerettet“ werde. In den Songs seien Einflüsse von Jimmy Eat World und U2 zu hören. In derselben Ausgabe interviewte Mirko Gläser Chris Evenson. Letzterer gab an, dass die Band „eine Liebe für verzerrte Gitarren, die über die eine Akustik-Gitarre tanzt“ hat. Neu auf dem Album seien jedoch die elektronischen Elemente und Samples, durch die man versucht habe, das Album moderner klingen zu lassen. Eine Einordnung in das Emo-Genre lehnte er ab, stattdessen wies er auf seine Punk-Ursprünge hin. Scott Heisel von punknews.org empfand Living Outside als sehr kommerziell klingend und meinte, dass die Songs auch als Hintergrundmusik für die TV-Serie The Real World fungieren könnte. Auf dem Album bleibe die Gruppe den Emo-Elementen treu, die Veröffentlichung sei für Fans von Jimmy Eat Worlds Clarity geeignet.

## Diskografie
- 1991: Sense Field (EP, Run H2O Records)
- 1993: Premonitions (EP, Run H2O Records)
- 1994: Killed for Less (Album, Revelation Records)
- 1994: Sense Field (Kompilation, Revelation Records)
- 1995: Papercut (EP, Revelation Records)
- 1996: Building (Album, Revelation Records)
- 1996: Overstand / Shady Day (Single, Regal Records)
- 1996: Building Foundation (EP, Revelation Records)
- 1996: Different Times (Single, Regal Records)
- 1997: Mineral / Jimmy Eat World / Sense Field (Split mit Jimmy Eat World und Mineral, Crank! Records)
- 1997: Sense Field / Farside (Split mit Farside, Revelation Records)
- 1999: Part of the Deal (EP, GrapeOS Records)
- 2000: Sense Field / Onelinedrawing (Split mit Onelinedrawing, CI Records)
- 2000: Under the Radar (EP, Warner Bros. Records)
- 2001: Tonight and Forever (Album, Nettwerk America)
- 2001: Fun Never Ends (EP, Nettwerk America)
- 2001: Beautiful, Beautiful (Single, CI Records)
- 2001: Save Yourself (Single, Nettwerk America)
- 2003: I Refuse (Single, Nettwerk America)
- 2003: On Your Own (Single, Nettwerk America/CI Records)
- 2003: Living Outside (Album, Nettwerk America)
- 2004: The Musings Of (Split mit Running from Dharma, CI Records)
- 2004: To End a Letter (Kompilation, Daymare Recordings)
- 2016: Jon Bunch Benefit Collection (Kompilation, Revelation Records)